# Наньтоу (повіт)
Наньтоу (кит.: 南投縣; піньїнь: Nántóu Xiàn) — другий найбільший повіт у Республіці Китай та єдиний, який немає виходу до моря. Назва повіту та міста Наньтоу, яке є центром повіту, походить від мови місцевої народності Хоанья.
Повіт Наньтоу відомий перш за все туризмом — горами та озером Жіюетань. Також тут вирощують один з найпоширеніших видів чаю улун на Тайвані — донг-дінг.

## Історія
До появи китайців на території Наньтоу мешкали лише представники місцевих племен атаял, бунун і тсоу.
У 1661—1683 роках територія Наньтоу належала королівству Дуннін, також відомого як Тіван. Королівство займало південно-західну частину Тайваню та острови Пенху. Це була перша китайська держава в історії Тайваню.
З 1895 до 1945 року Тайвань перебував під контролем Японії. На той час Наньтоу був одним з 20 адміністративних центрів. Після передачі Тайваню Республіці Китай 25 жовтня 1945 року, Наньтоу став частиною повіту Дайчунг. 16 серпня 1950 року прийнято рішення утворити окремий повіт Наньтоу у складі Республіки Китай.

## Географія
Площа повіту Наньтоу становить 4,106.436 км2. Наньтоу є другим найбільшим повітом на Тайвані після Хуалянь. Близько 83 % території Наньтоу займають гори. Саме тут розташовується найвища гора Тайваню — Юйшань висотою 3,952 метри. Загалом на території повіту 41 вершина висотою понад 3,000 метрів.

### Клімат
Середньорічна температура складає 23 °С у рівнинній місцевості та 20°С у горах. Кількість опадів відповідно від 1750 мм до 2800 мм. Сезон дощів триває з квітня по вересень, а сухий сезон — з жовтня по березень.

## Адміністративний поділ
До складу Наньтоу входять 1 місто, 4 міські волості і 6 сільських волостей, 2 волості корінних народів, 128 сіл. Адміністративним центром повіту є місто Наньтоу.

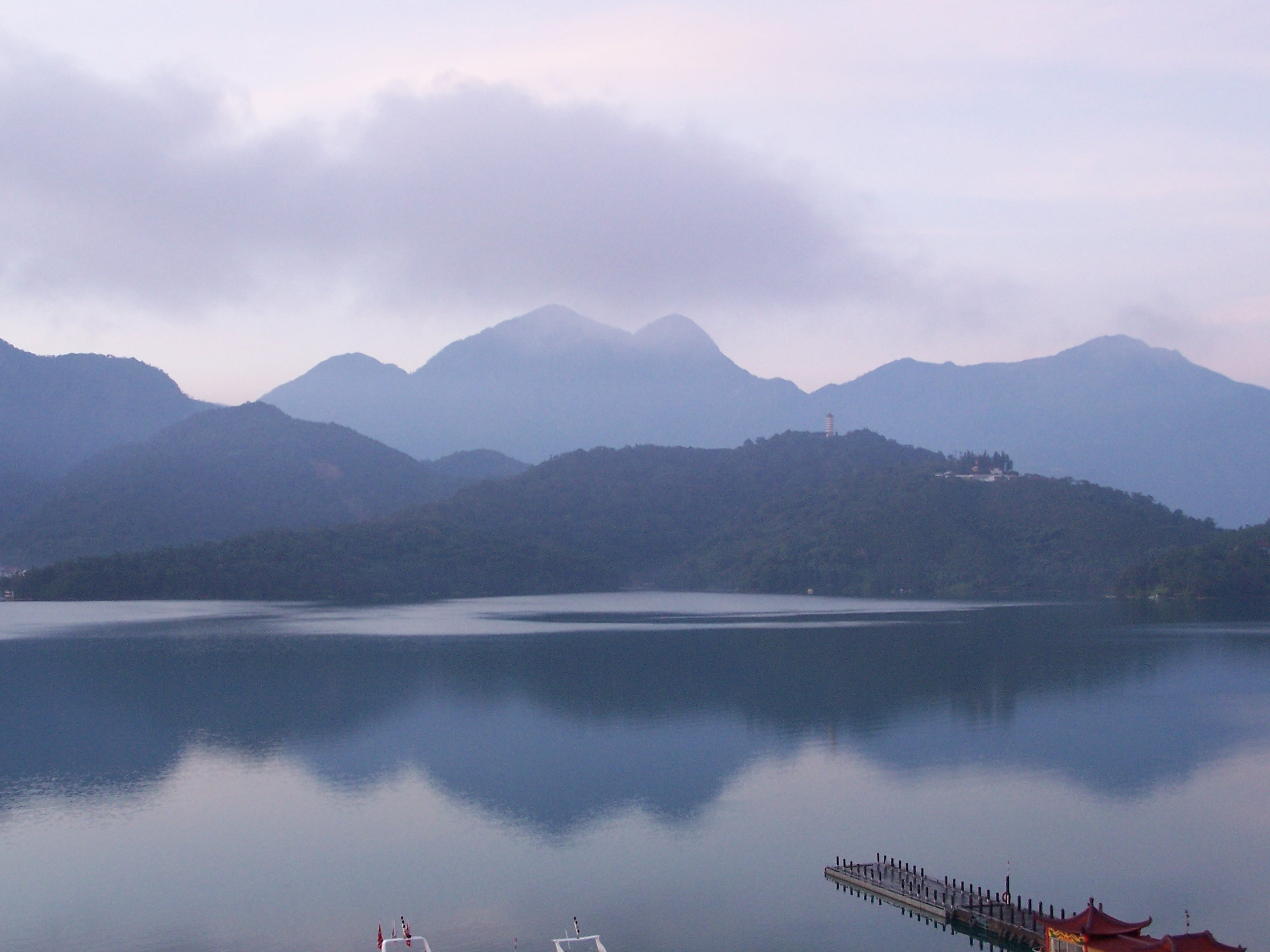
Озеро Жіюетань

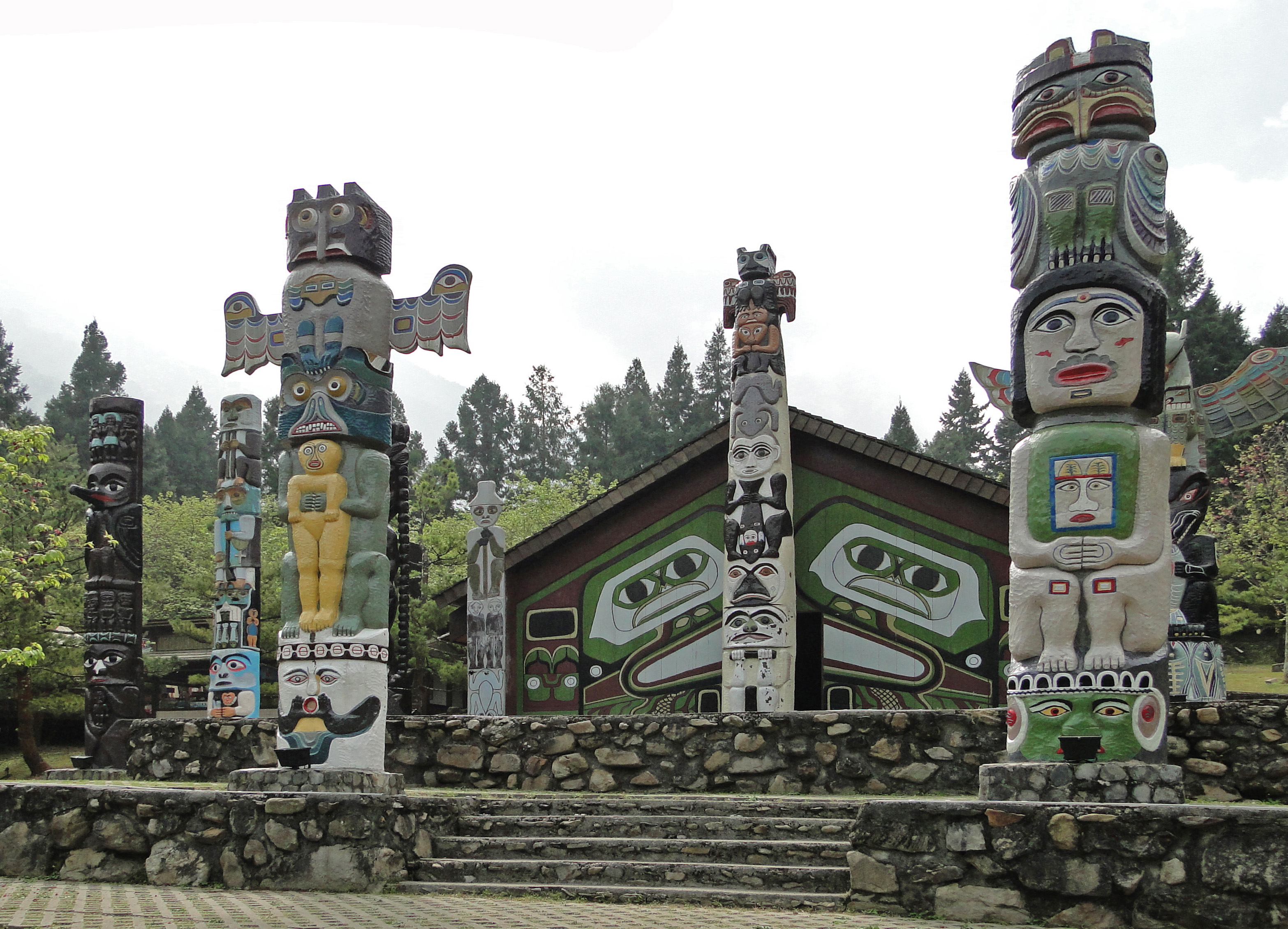
Культурне село аборигенів острова Формоза

## Туристичні пам'ятки
- Монастир Чунг Тай Чан
- Пагода Сі Ен
- Паперовий купол
- Екопарк Фонхуангу
- Острів Лалу
- Національний парк Тароко
- Національний парк Юйшань
- Храм Шуаньзан
- Пам'ятник на місці географічного центру Тайваню